# Vịnh Maine

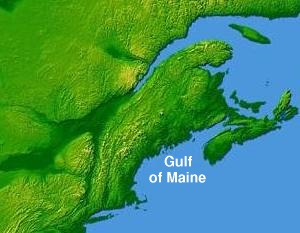
Vịnh Maine

Vịnh Maine là một vịnh lớn của Đại Tây Dương trên bờ biển phía Đông Bắc của Bắc Mỹ.
Nó được phân chia theo Cape Cod ở mũi đông của Massachusetts ở phía tây nam và Cape Sable ở mũi phía nam của Nova Scotia ở phía đông bắc. Nó bao gồm toàn bộ đường bờ biển của các Tiểu bang Hoa Kỳ của New Hampshire và Maine, cũng như Massachusetts phía bắc của Cape Cod, và các bờ biển phía Nam và phía Tây của các Tỉnh bang của New Brunswick và Nova Scotia tương ứng.
Cả hai vịnh Massachusetts và vịnh Fundy được bao gồm trong hệ thống vịnh Maine. Như vậy, Vịnh Maine cũng là quê hương của các biến thể của thủy triều cao nhất trên hành tinh (xem Vịnh Fundy cho biết thêm thông tin).